# Tampere Open 2002
Il Tampere Open 2002 è stato un torneo di tennis facente parte della categoria ATP Challenger Series nell'ambito dell'ATP Challenger Series 2002. Il torneo si è giocato a Tampere in Finlandia dal 22 al 28 luglio 2002 su campi in terra rossa.

## Vincitori

### Singolare
Jarkko Nieminen ha battuto in finale  Richard Gasquet con il punteggio di 7–5, 7–6(2)

### Doppio
Doug Bohaboy /  Nick Rainey hanno battuto in finale  Tuomas Ketola /  Jarkko Nieminen con il punteggio di 6–4, 6–2